# Paz de Vasvár

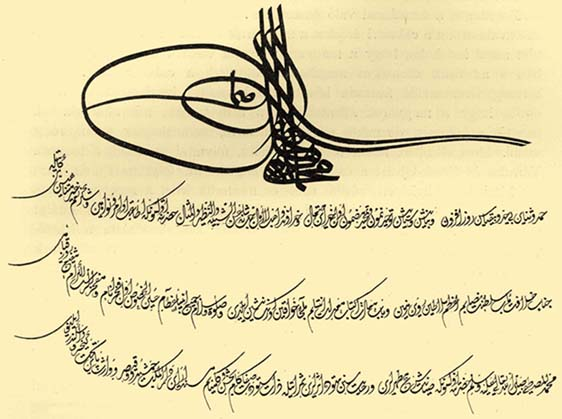
A Paz de Vasvár (texto em turco).

A Paz de Vasvár foi um tratado entre a Monarquia austríaca dos Habsburgo e o Império Otomano que se seguiu à Batalha de São Gotardo em 1 de agosto de 1664. Ele vigorou até 1683, quando os turcos impuseram o cerco a Viena pela segunda vez.

## História
Foi um tratado entre a Monarquia dos Habsburgos e o Império Otomano que se seguiu à Batalha de São Gotardo de 1 de agosto de 1664 (perto de Mogersdorf, Burgenland) e concluiu a Guerra Austro-Turca (1663-64). Ela durou cerca de 20 anos, até 1683, durante o qual a escaramuça na fronteira se transformou em uma guerra em grande escala e culminou com o cerco otomano de Viena pela segunda vez.
No momento da assinatura, os militares dos Habsburgos estavam em melhor posição do que os otomanos. Em vez de manter a iniciativa e o ímpeto, as negociações começaram e os combates pararam. Na verdade, Leopoldo I, Sacro Imperador Romano, queria que a paz fosse assinada para que ele pudesse estar melhor preparado contra a França. No entanto, facções dentro da monarquia insistiram em novas operações, particularmente croatas e húngaros, principalmente porque a maior parte de seu território estava em mãos otomanas, e eles queriam usar a oportunidade para reivindicar suas terras. Famílias nobres da Croácia, Zrinski e Frankopan, viram o tratado como uma súplica particular aos otomanos, já que eles realmente teriam que ceder os territórios que haviam acabado de ser liberados para os otomanos conforme os termos do tratado. Alguns dos territórios pertenceram a eles antes da ocupação. O tratado causou conflito interno e instabilidade na monarquia, que culminaria com a rebelião das duas famílias nobres croatas e nobres húngaros liderados por Ferenc Rákóczi I contra o rei da Hungria (também imperador dos estados alemães na monarquia).
Com o tratado, o controle otomano da Transilvânia e Uyvar (administrado como o eialete de Uivar do Império Otomano) foi reconhecido, bem como os dois impérios pagando um tributo financeiro (apresentado como um "presente") ao outro. Essa foi a única vez que o rei francês, um aliado tradicional dos otomanos desde Francisco I, lutou contra eles. Foi também um dos principais fatores na decisão dos Habsburgos, já que as propriedades muito mais valiosas do Sacro Império Romano e da Itália foram ameaçadas pela França. As concessões eram muito pequenas para os austríacos, já que seu imperador agora poderia se voltar para os assuntos ocidentais. Os Habsburgos também obtiveram alguns direitos econômicos no reino otomano.